# Sylvia Roll
Sylvia Roll (* 29. Mai 1973 in Schwerin) ist eine ehemalige deutsche Volleyball-Nationalspielerin und Volleyballerin des Jahres 1996 und 1997.
Sylvia Roll ist 250-malige deutsche Nationalspielerin. Sie nahm mit der deutschen Volleyball-Nationalmannschaft 1996 an den Olympischen Spielen in Atlanta teil und belegte dort Platz acht, und 2000 an den Olympischen Spielen in Sydney und belegte dort Platz sechs. Sylvia Roll spielte für den Schweriner SC, war aber zwischenzeitlich immer wieder für ausländische Vereine tätig, so in Brasilien bei MRV Minas, in Italien bei Medinex Reggio Calabria und Monte Schiavo Jesi und bis 2008 bei Vakıfbank Güneş Sigorta İstanbul in der Türkei. Sylvia Roll wurde 1996 und 1997 zur Volleyballerin des Jahres gewählt und war vielfache deutsche Meisterin und Pokalsiegerin. Nach einer schweren Schulterverletzung im März 2010 musste Sylvia Roll ihre Volleyballkarriere beenden.
Ab 2012 war Sylvia Roll Trainerin der Zweitliga-Männer von SVG Lüneburg. 2013 war sie bis Ende Dezember Trainerin des VC Dresden in der Männer-Bundesliga. Von 2014 bis 2015 trainierte sie die Drittliga-Frauen des Geraer VC. 2017 kehrte Roll nach Gera zurück und trainierte bis 2024 die Männermannschaft ds GVC in der Thüringenliga, mit der ihr zum Abschluss der Aufstieg in die Regionalliga gelang. 
Sylvia Roll wuchs in Wittenförden bei Schwerin auf, ihre Mutter Annedore Frymann war eine ehemalige Volleyballspielerin des SC Traktors.